# UGM-73 Poseidon
UGM-73 Poseidon var en ubåtsbaserad ballistisk robot utvecklad ur UGM-27 Polaris.

## Utveckling
1963 började studier av en robot designad att utnyttja utrymmet i Polaris-robotarnas avfyringstuber maximalt. Från början bar den namnet Polaris B3 och målet var att öka räckvidden till 5600 km. 1964 skiftade inriktningen från ökad räckvidd till att i stället kunna bära fler MIRV-stridsspetsar. Detta gjorde att roboten var i stort sett nyutvecklad från grunden och den bytte därför namn till Poseidon C3 1965. Den först provskjutningen ägde rum i augusti 1968 och den första undervattensavfyringen från USS James Madison gjordes i augusti 1970. I mars 1971 togs Poseidon-robotarna officiellt i tjänst ombord på James Madison och övriga ubåtar i Lafayette-klassen ombestyckades efter hand.
De tidigast producerade Poseidon-robotarna led av flera barnsjukdomar som påverkade tillförlitligheten. Detta inkluderade även stridsspetsarna som hade kunnat bli blindgångare om de använts. Problemen blev inte permanent åtgärdade förrän 1974.

## Konstruktion
Poseidon-robotarna var bara marginellt längre än Polaris-robotarna, men hade större diameter. Detta var möjligt tack vare att de stötdämpande kuddar som skulle skydda roboten inuti avfyringstuben inte längre behövdes. Även räckvidden var bara marginellt längre eftersom lasten var tyngre. Normal last var 10 stycken W68-stridsspetsar på 50 kiloton vardera, men upp till 14 stycken kunde bäras på bekostnad av räckvidden som då gick ner till runt 4000 km.
Man valde avsiktligt att konstruera roboten med många relativt små kärnladdningar för att maximera andraslagsförmågan. Det ansågs vid den här tiden att ubåtsbaserade förstaslagsvapen skulle rubba terrorbalansen eftersom de inte var sårbara för fiendens förstaslagsvapen.

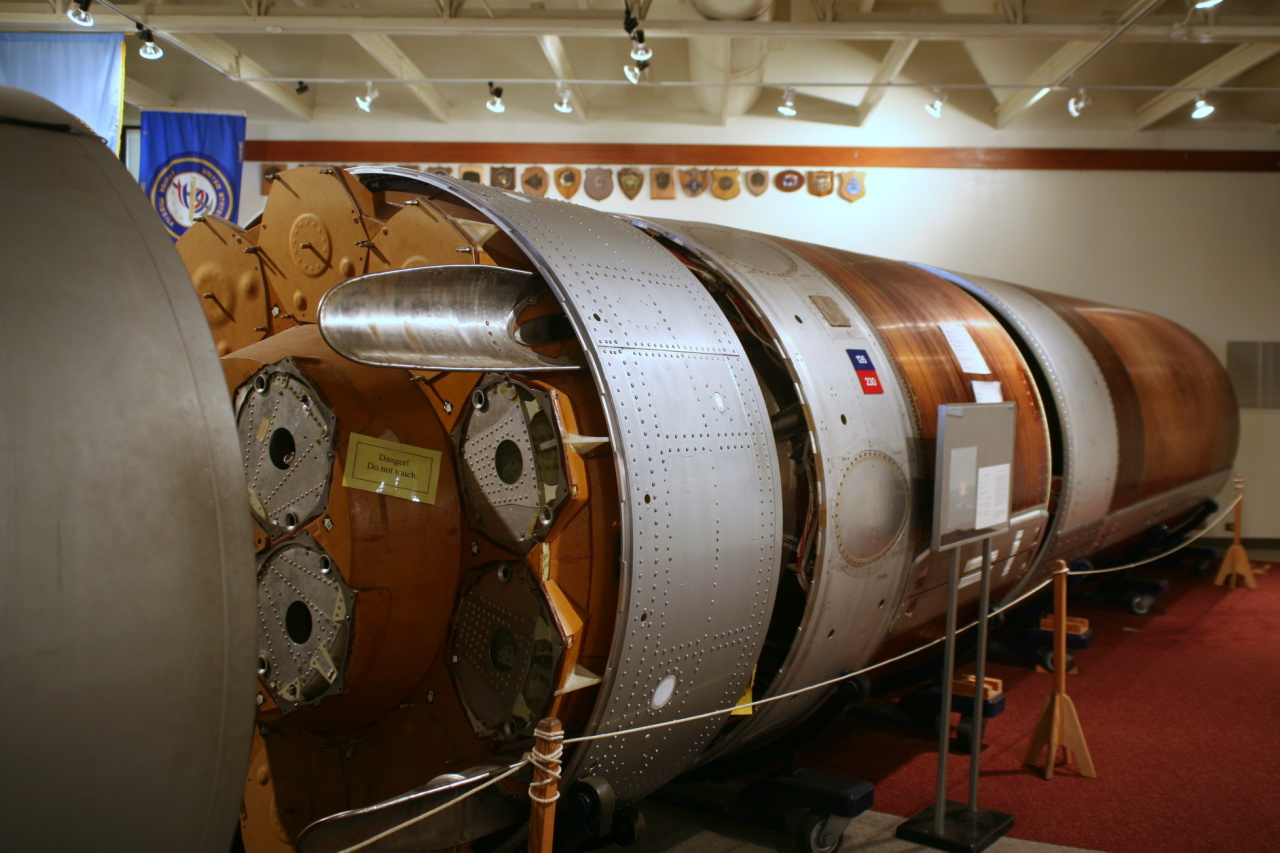
En delvis isärmonterad Poseidon C3. De sexkantiga plattorna är för montering av stridsspetsarna.